# Acraea

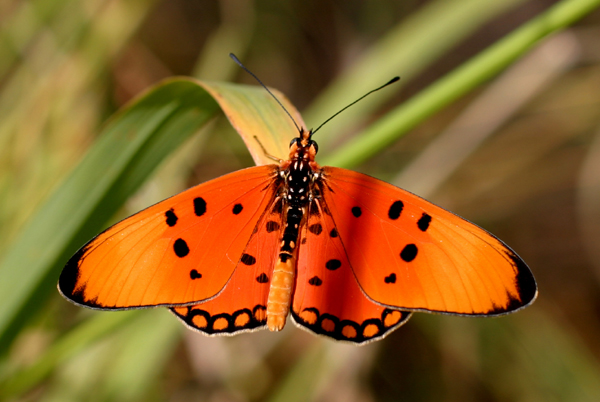
Macho de Acraea acrita

Acraea es un género de lepidóptero perteneciente a la familia Nymphalidae de la subfamilia Heliconiinae.

## Distribución
Se encuentra en África subsahariana, con representantes en el Yemen y Arabia Saudita , Asia tropical, el sur de China , de la India a Indonesia y Vietnam , en Oceanía con una especie que vuela en Australia y algunas islas del Pacífico ( Samoa , Islas Salomón , Nueva Caledonia ), y América Central y del Sur .

## Especies[2]
| Acraea acrita grupo de especies - Acraea acrita - Acraea chaeribula - Acraea eltringhamiana - Acraea guluensis - Acraea lualabae - Acraea manca - Acraea pudorina - Acraea utangulensis Acraea andromacha grupo de especies - Acraea andromacha | Acraea anemosa grupo de especies - Acraea anemosa - Acraea pseudolycia - Acraea turna Acraea aureola grupo de especies - Acraea aureola |

Acraea bonasia grupo de especies
| - Acraea acerata - Acraea alicia - Acraea bonasia - Acraea burgessi - Acraea cabira - Acraea eponina – - Acraea excelsior - Acraea goetzei - Acraea karschi | - Acraea jordani - Acraea lumiri - Acraea mirabilis - Acraea miranda - Acraea rangatana - Acraea sotikensis - Acraea uvui - Acraea ventura |

Acraea caecilia grupo de especies
| - Acraea aglaonice - Acraea asboloplintha - Acraea atergatis - Acraea axina - Acraea braesia - Acraea caecilia - Acraea caldarena - Acraea doubledayi | - Acraea ella - Acraea equatorialis - Acraea leucopyga - Acraea lygus - Acraea marnois - Acraea natalica - Acraea oncaea - Acraea pseudegina - Acraea pudorella - Acraea rhodesiana - Acraea stenobea - Acraea sykesi |

Acraea cepheus species group
| - Acraea abdera - Acraea asema - Acraea atolmis - Acraea bailundensis - Acraea buettneri - Acraea cepheus - Acraea chambezi - Acraea diogenes - Acraea guillemei | - Acraea lofua - Acraea mansya - Acraea nohara - Acraea onerata - Acraea periphanes - Acraea petraea - Acraea punctellata - Acraea rohlfsi - Acraea violarum |

Acraea circeis grupo de especies
| - Acraea buschbecki - Acraea circeis - Acraea conradti - Acraea grosvenori - Acraea kuekenthali - Acraea mairessei - Acraea melanoxantha - Acraea newtoni - Acraea ntebiae - Acraea oreas - Acraea orina | - Acraea orinata - Acraea parrhasia - Acraea pelopeia - Acraea peneleos - Acraea penelope - Acraea perenna - Acraea semivitrea - Acraea translucida - Acraea ungemachi - Acraea vumbui |

Acraea egina grupo de especies
- Acraea egina
- Acraea medina

Acraea encedon grupo de especies
- Acraea encedana
- Acraea encedon
- Acraea neocoda

Acraea jodutta grupo de especies
| - Acraea actinotina - Acraea acuta - Acraea alciope - Acraea alciopoides - Acraea amicitiae - Acraea ansorgei - Acraea aurivillii - Acraea baxteri - Acraea disjuncta | - Acraea esebria - Acraea insularis - Acraea jodutta - Acraea johnstoni - Acraea lycoa - Acraea masaris - Acraea niobe - Acraea safie |

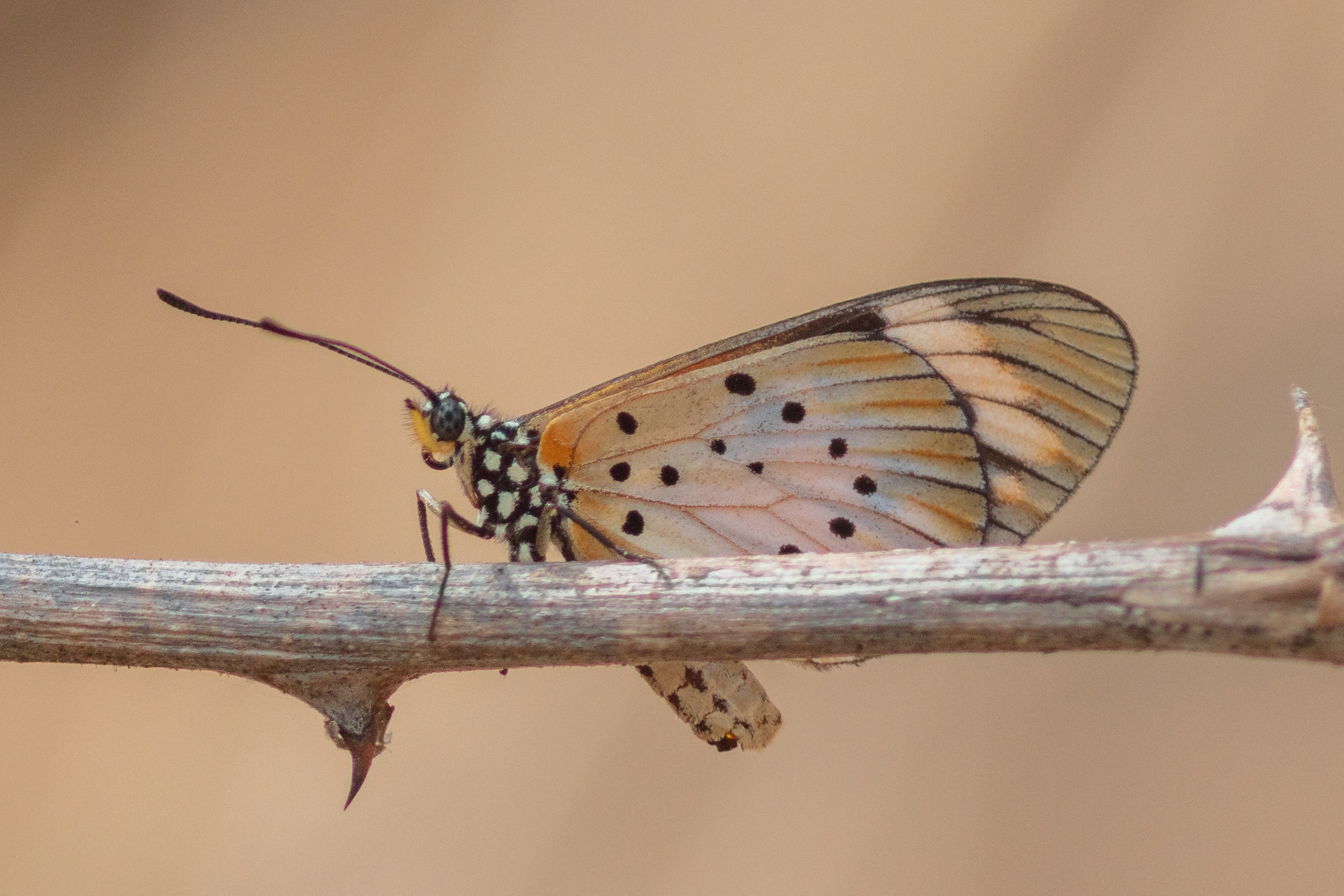
A. encedon

| Acraea issoria grupo de especies - Acraea issoria Acraea masamba grupo de especies - Acraea aubyni - Acraea cinerea - Acraea fornax - Acraea igola - Acraea masamba - Acraea orestia - Acraea quirinalis - Acraea sambavae - Acraea siliana - Acraea simulata - Acraea strattipocles | Acraea oberthuri grupo de especies - Acraea althoffi - Acraea bergeri - Acraea oberthuri - Acraea pseudepaea Acraea pentapolis grupo de especies - Acraea pentapolis - Acraea vesperalis Acraea pharsalus grupo de especies - Acraea pharsalus - Acraea vuilloti |

Acraea rahira grupo de especies
| - Acraea anacreon - Acraea anacreontica - Acraea bomba - Acraea calida - Acraea guichardi - Acraea lusinga | - Acraea mirifica - Acraea rahira - Acraea speciosa - Acraea wigginsi - Acraea zitja |

Acraea satis grupo de especies
- Acraea rabbaiae
- Acraea satis
- Acraea zonata

Acraea serena grupo de especies
| - Acraea admatha - Acraea boopis - Acraea burni - Acraea camaena - Acraea cerasa - Acraea cuva - Acraea dammii - Acraea eltringhami - Acraea eugenia - Acraea hamata - Acraea horta - Acraea hova - Acraea humilis - Acraea igati - Acraea insignis - Acraea iturina | - Acraea iturinoides - Acraea kalinzu - Acraea lia - Acraea kraka - Acraea leucographa - Acraea machequena - Acraea mahela - Acraea matuapa - Acraea neobule | - Acraea obeira - Acraea quirina - Acraea ranavalona - Acraea rileyi - Acraea rogersi - Acraea serena |

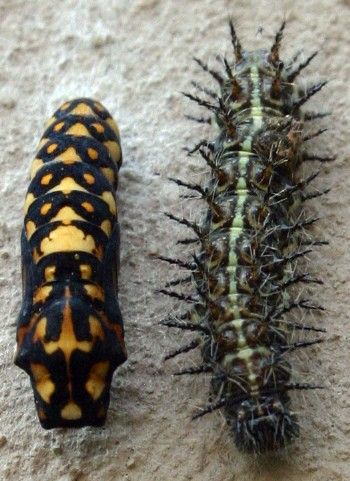
Acraea horta pupa (izquierda) y oruga

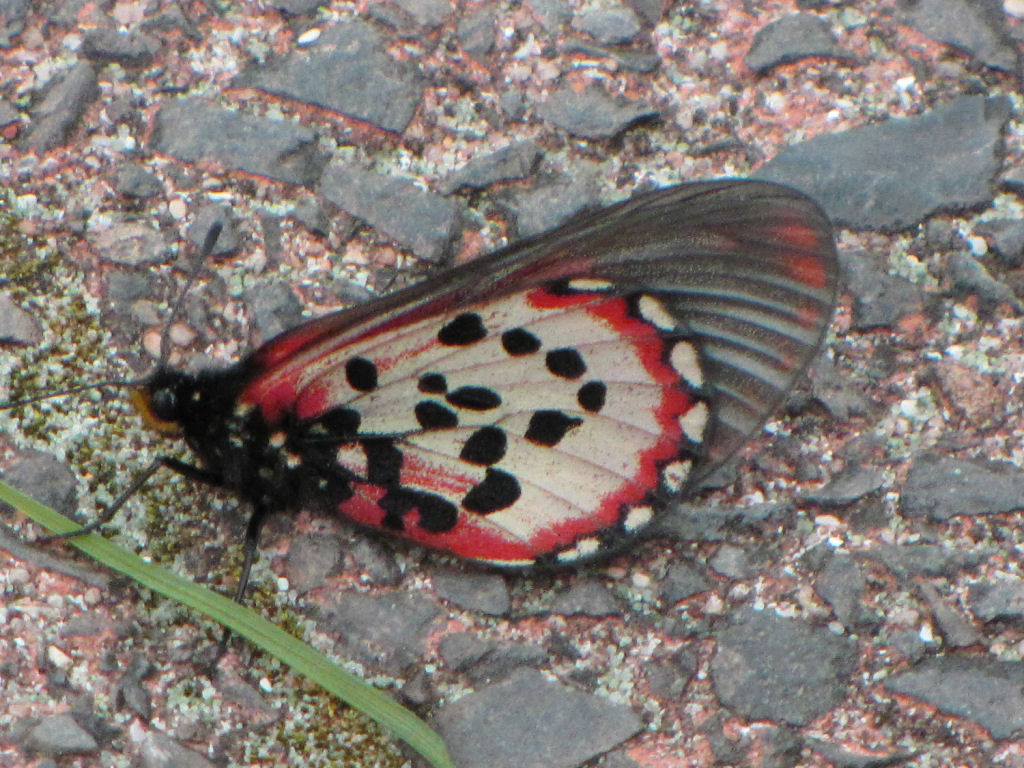
Acraea acara

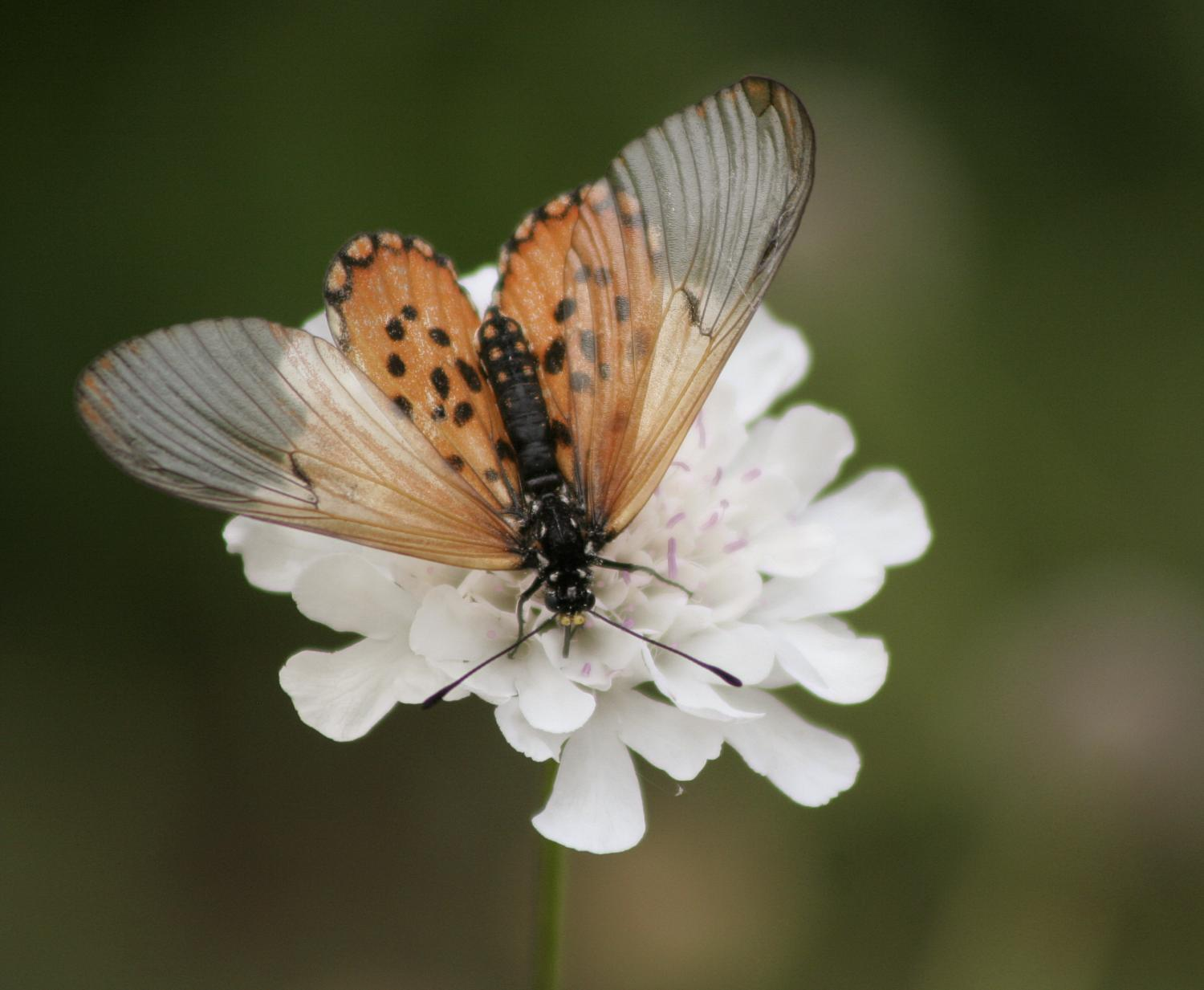
Acraea horta

Acraea terpsicore grupo de especies
- Acraea terpsicore

Acraea zetes grupo de especies
- Acraea acara
- Acraea barberi
- Acraea chilo
- Acraea hypoleuca
- Acraea magnifica
- Acraea trimeni
- Acraea zetes

grupo de especies indeterminado
| - Acraea acutipennis - Acraea adrasta - Acraea aganice - Acraea alalonga - Acraea alcinoe - Acraea alticola - Acraea annonae - Acraea atatis - Acraea bellona - Acraea bergeriana - Acraea brainei - Acraea comor - Acraea consanguinea - Acraea dondoensis - Acraea elongata - Acraea encoda - Acraea endoscota - Acraea epaea - Acraea epiprotea - Acraea excisa | - Acraea formosa - Acraea hecqui - Acraea indentata - Acraea induna - Acraea intermedia - Acraea intermediodes - Acraea kappa - Acraea kia - Acraea kinduana - Acraea lapidorum - Acraea leopoldina - Acraea loranae - Acraea lyci - Acraea macaria - Acraea macarista - Acraea mima - Acraea obliqua - Acraea odzalae - Acraea oscari - Acraea overlaeti - Acraea parei | - Acraea peetersi - Acraea persanguinea - Acraea pierrei - Acraea polis - Acraea pseudatolmis - Acraea pseuderytra - Acraea pullula - Acraea quadricolor - Acraea rupicola - Acraea scalivittata - Acraea silia - Acraea simulator - Acraea tellus - Acraea toruna - Acraea turlini - Acraea umbra - Acraea vestalis - Acraea zambesina - Acraea zoumi |